# Retaris
Els retaris (Retaria) són un clade dins del supergrup Rhizaria que conté els foraminífers i els radiolaris.